# Dragon 2 DragonFly

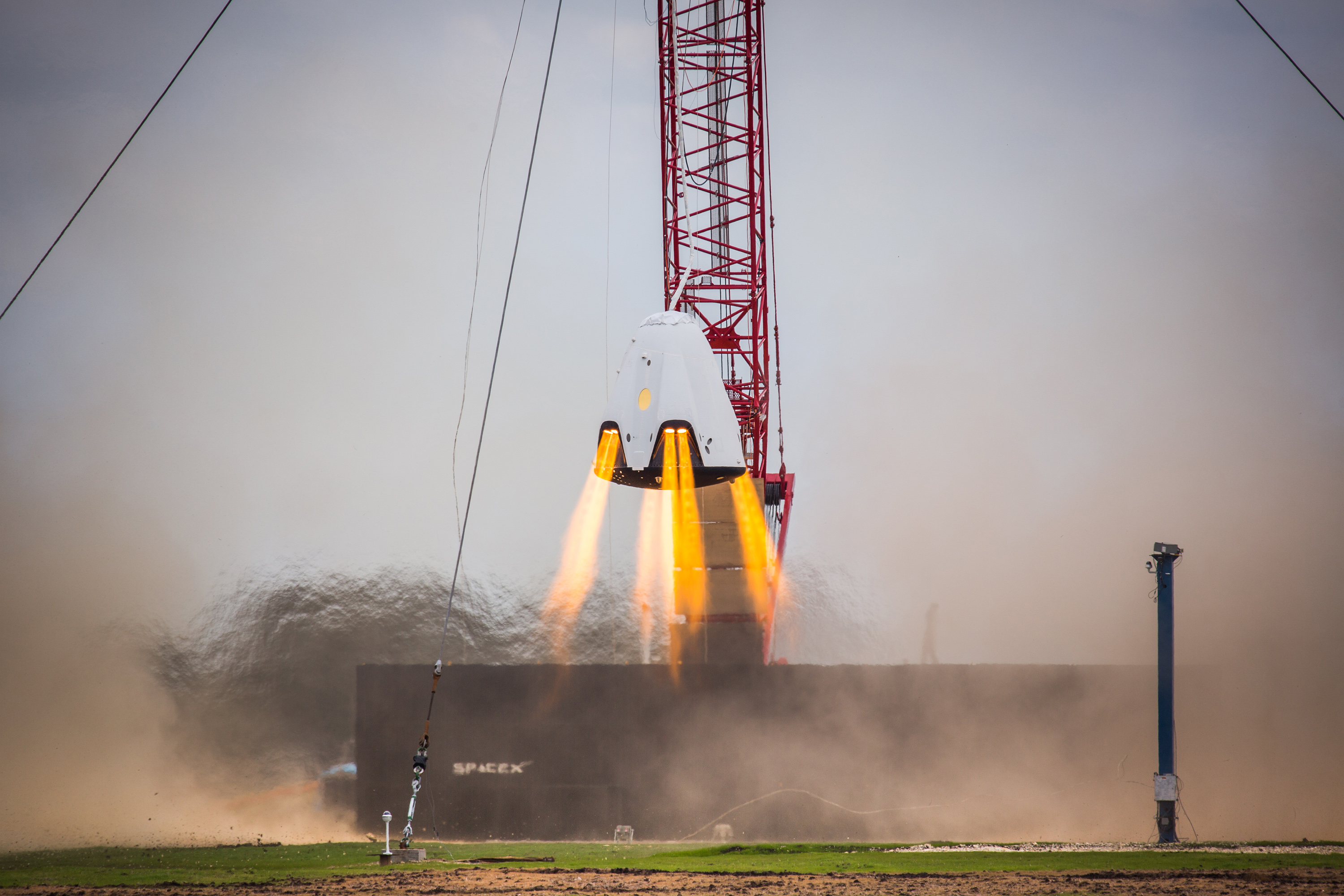
Un test de vol stationnaire du DragonFly en novembre 2015.

Le Dragon 2 DragonFly (Dragon C201) était un prototype de véhicule d'essai suborbital propulsé par fusées pour une version à atterrissage propulsif du Dragon 2 de SpaceX. DragonFly a subi des essais au Texas, au McGregor Rocket Test Facility, en octobre 2015. Cependant, le développement a finalement cessé car la charge de vérification imposée par la NASA était trop importante pour le justifier.

## Conception
Le véhicule d'essai DragonFly est propulsé par huit moteurs-fusées hypergoliques SuperDraco, disposés de manière redondante pour assurer la tolérance aux pannes du système de propulsion. Les SuperDracos utilisent une combinaison de propergols stockables composée de monométhylhydrazine (MMH) et d'oxydant à base de tétroxyde d'azote (NTO), les mêmes propergols que ceux utilisés dans les propulseurs Draco, beaucoup plus petits, conçus pour le contrôle d'attitude et les manœuvres du vaisseau spatial Dragon de première génération. Bien que les moteurs SuperDraco soient capables d'une poussée de 73 000 N, lors de leur utilisation sur le véhicule d'essai DragonFly, chacun d'eux sera réduit à moins de 68 170 N afin de maintenir la stabilité du véhicule.

## Histoire
En mai 2014, SpaceX a annoncé publiquement un vaste programme d'essais pour une capsule spatiale à atterrissage propulsif appelée DragonFly. Les essais devaient être réalisés au Texas, au McGregor Rocket Test Facility, en 2014-2015. Un programme d'essais en vol comprenant jusqu'à 60 vols a été proposé.
Trente de ces vols étaient prévus, dont deux vols d'essai à assistance propulsive (parachutes et propulseurs) et deux vols d'essai à atterrissage propulsif (sans parachutes), où DragonFly serait largué d'un hélicoptère à une altitude d'environ 3 000 m. Les 26 autres vols d'essai devaient être des vols d'essai à décollage et atterrissage verticaux (VTVL) qui décolleront d'une plate-forme spécialement conçue à cet effet : huit devaient être des sauts assistés par propulsion (atterrissage avec parachutes et propulseurs) et 18 devaient être des sauts à propulsion complète, où l'atterrissage est effectué avec la seule propulsion de la fusée, comme les vols d'essai des prototypes d'étage Grasshopper et F9R Dev que SpaceX a également effectués à partir de ses installations de McGregor.
Les vols d'essai devaient comprendre un sous-ensemble de tests destinés à tester à la fois la capsule spatiale DragonFly et le tronc cylindrique qui y est attachée, une structure non pressurisée qui transporte généralement le fret spécifique à la mission et abrite le système d'alimentation électrique pour les vols orbitaux de Dragon. Les autres vols étaient prévus pour tester l'atterrissage de la capsule elle-même, sans le tronc.
Une évaluation environnementale finale a été publiée par la FAA en août 2014. La FAA a déterminé que le programme d'essai DragonFly « n'aurait pas d'impact significatif sur la qualité de l'environnement humain ». L'évaluation a estimé que le programme prendrait deux ans pour SpaceX et a envisagé un total de 30 opérations annuelles du véhicule d'essai DragonFly pour chaque année d'exploitation. SpaceX a reçu un permis de renouvellement de la FAA le 29 juillet 2016, afin de poursuivre une année supplémentaire d'essais en vol.
Le véhicule d'essai DragonFly - anciennement l'article d'essai Dragon2 qui a été utilisé lors du test d'éjection depuis le pas de tir du 6 mai 2015 - était à McGregor pour le début du programme d'essai de deux ans en octobre 2015. Cependant, le développement a finalement cessé car la charge de vérification imposée par la NASA était trop importante pour le justifier.